# Sandra Smith
Sandra Kaye Smith (Chicago, 22 de setembro de 1980) é uma jornalista estadunidense. Ela atualmente apresenta o America Reports no canal Fox News.

## Carreira
Smith começou sua carreira na televisão como repórter da Bloomberg Television. Ela ingressou na Fox Business (FBN) em outubro de 2007, com o lançamento da rede, e pode ser vista em vários programas da FBN.
Em abril de 2014, Smith começou a co-apresentar Outnumbered no Fox News Channel, discutindo notícias atuais e tópicos culturais.